# Tíscar
Tíscar es una aldea anexa al municipio de Quesada (provincia de Jaén, España), a 13 km de este. Cuenta con un santuario donde se venera a la Virgen de Tíscar, patrona de Quesada y de la Sierra de Cazorla; el pequeño Castillo de Tíscar, en ruinas; y un paraje conocido como la Cueva del Agua de Tíscar.
También forma parte del itinerario habitual de los que viajan hacia Huéscar

## Nombre y apellido toponímico
El nombre propio María de Tíscar o, simplemente, Tíscar es un nombre femenino muy frecuente en la comarca.
Tíscar, como primer apellido tiene una frecuencia en España de 902 personas (en diciembre de 2019).

## Santuario de la Virgen de Tíscar

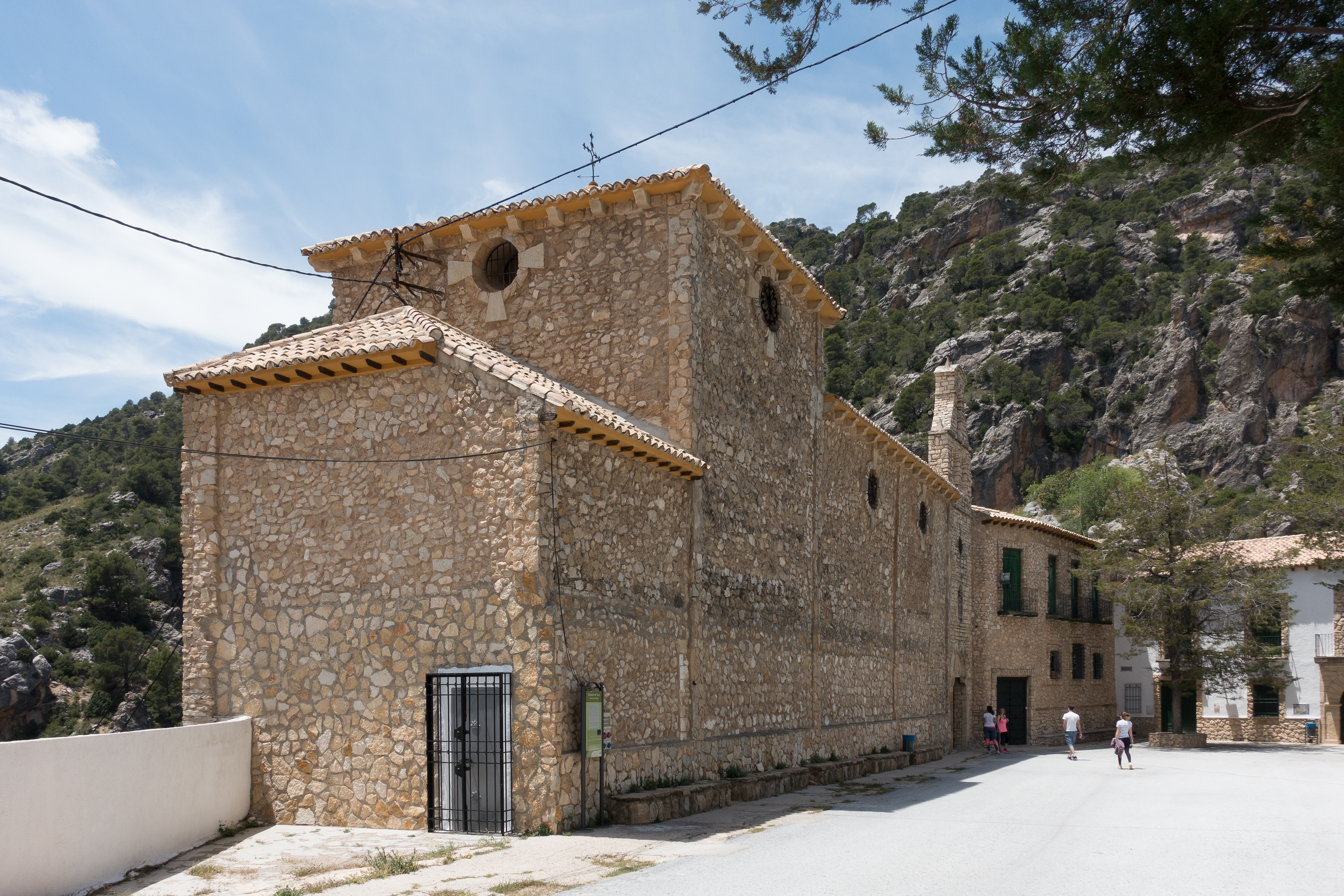
Santuario de Tíscar.

Originalmente debió ser una pequeña construcción levantada tras la Reconquista para recibir a los romeros en acción de gracias por favorecer la victoria. Después fue un santuario gótico con elementos mudéjares. Más tarde se construyó el edificio actual.
Es centro de devoción y peregrinación de la comarca. La construcción del santuario actual data del siglo XX, conservando elementos arquitectónicos más antiguos, de hasta el siglo XIV. El edificio actual es de Jacinto Higueras. Tiene una nave con bóveda de lunetos. La imagen de la Virgen se aloja en un camarín. Se conservan azulejos del siglo XIV, en concreto el alicatando mudéjar de la sacristía. Tiene unas puertas muy antiguas. Contiene una emblemática pintura de Rafael Zabaleta: «La romería de la Virgen de Tíscar». Pila bautismal del siglo XVI, puerta de taracea del siglo XVII y pequeñas imágenes de terracota de la virgen y los evangelistas.
Conserva, del original gótico, una gran puerta con arco apuntado y jambas ornamentales
Se ubica entre Peña Negra y el Cerro del Caballo, en el paso natural entre ambas montañas. Nuestra Señora de Tíscar es patrona de Quesada y del Adelantamiento. Es muy querida en la comarca del Alto Guadalquivir. La imagen de la Virgen de Tíscar fue traída en el año 34, según la leyenda, por San Isicio, evangelizador de Cazorla.
La Virgen de Tíscar fue coronada el 29 de septiembre de 1954 por el cardenal Pla y Daniel, arzobispo de Toledo.

## La Cueva del Agua
Cuenta la leyenda que en la Cueva del Agua, Cueva de la Virgen de Tíscar o Gruta de las Maravillas se apareció la Virgen, en 1319, al reyezuelo de Tíscar, Mahomad Abdón.
Durante la conquista del castillo de Tíscar por las huestes cristianas de Pedro de Castilla, los moros tiraban desde las murallas la imagen de la Virgen, la cual volvía siempre hacia arriba. Finalmente, cuando los cristianos tomaron el castillo, el sábado víspera de Pentecostés de 1319, encontraron la imagen rota en pedazos. Milagrosamente, la imagen volvió entera a Tíscar, tras llevarla a Toledo para restaurarla.
Es una formación caliza, en la que se unen el agua del río Tíscar y del Monte del Caballo. El curso del agua tiene saltos, pilones, cascadas y fuentes que, más abajo, forman el Pilón Azul, cerca de la aldea de Belerda.
Entre 1993 y 2017, en la cueva, que tiene buena acústica, se han venido organizando conciertos de músicas andina, árabe andalusí, sefardí y celta.
|                       |
| Camarín de la Virgen. |

|                   |
| Virgen de Tíscar. |

|                            |
| Fondo interior del templo. |

|                 |
| Edificio anexo. |

|                 |
| Cueva del Agua. |

|                 |
| Cueva del Agua. |

## Tíscar en la literatura
El poeta Antonio Machado dedicó estos versos a la Virgen de Tiscar:
| En la sierra de Quesada hay un águila gigante, verdosa, negra y dorada, siempre las alas abiertas. Es de piedra y no se cansa. Pasado Puerto Lorente, entre las nubes galopa el caballo de los montes. Nunca se cansa: es de roca. | En el hondón del barranco se ve al jinete caído, que alza los brazos al cielo. Los brazos son de granito. Y allí donde nadie sube, hay una virgen risueña con un río azul en brazos. Es la Virgen de la Sierra. |